# Valerie Valentine
Valerie Valentine (Salt Lake City, 1955) is een danseres van Amerikaanse afkomst. Ze danste in Nederland jarenlang bij onder meer Het Nationale Ballet en het Scapino Ballet. 

## Jeugd
Valentine trad als veertienjarige aspirante al op bij Ballet West van de beroemde William Christensen. Na haar studie aan de Royal Ballet School in Londen kwam zij in 1973 naar Het Nationale Ballet. Valerie Valentine werd in 1978 bevorderd tot tweede soliste, en in 1985 tot eerste soliste. 

## Het Nationale Ballet 1973 - 1988
Gedurende haar lange carrière bij Het Nationale Ballet (HNB) danste zij in veel balletten van Rudi van Dantzig: Monument voor een Gestorven Jongen, Niemandsland, Want wij weten niet wat wij doen, en Vier Letzte Lieder. Ze was te zien in Toer van Schayk's Zevende Symfonie, en in veel choreografieën van Hans van Manen, waaronder Adagio Hammerklavier, Vijf Tangos, Corps, Situations, en Grosse Fugue. Ze danste de hoofdrollen in veel moderne balletten van George Balanchine: Apollon Mussagète, Agon en The Prodigal Son, maar ook in zijn meer klassieke werken: Theme and Variations, Symphonie in C, Serenade en de Tsjaikovski Pas de Deux.

## Deutsche Oper en Scapino 1988 - 1990
In 1988 verbond Valerie Valentine zich als soliste aan het Ballet van de Deutsche Oper in Berlijn waar zij soleerde in Roland Petit's Der Blaue Engel en in Who Cares van George Balanchine, Gala Performance van Antony Tudor, en in Hans van Manens Twilight en Sarcasmen. Het tweede seizoen in Berlijn combineerde zij met gastoptredens bij het Scapino Ballet. Ed Wubbe maakte daar met Valerie Valentine zijn Nissi Dominus. Ook danste zij in Nils Christes La Notte en Before Nightfall, en ze was te zien als de Suikerfee in De Notenkraker. 

## Het Nationale Ballet 1990 - 2000
Teruggekeerd bij Het Nationale Ballet danste Valerie Valentine in december 1990 de hoofdrol van Odette/Odile in Het Zwanenmeer, in de versie van Rudi van Dantzig. Op haar klassieke repertoire staan verder nog Les Sylphides, Juliet (Romeo and Juliet), Titania (Een Midzomernachtdroom), Myrthe (Giselle), en de Goede Fee in Cinderella. Ze danste de hoofdrollen in Martha Graham’s Acts of  Light, Lamentation, en in Diversion of Angels. 
Ze werkte met Carolyn Carlson in Shamrock, danste een solo rol en de pas de deux in Artifact van Billy Forsyth, en danste De Partisaan in Kurt Jooss’  De Groene Tafel. In het seizoen '94-'95 danste Valerie Valentine onder meer in de opera Dido en Aeneas een choreografie van Nils Christe onder regie van Erik Vos. Bij de Nederlandse Opera danste ze in Die Glückliche Hand van Arnold Schönberg onder regie van Pierre Audi, en bij HNB  soleerde ze in Jan Fabre's Quando la Terra se Remette in Movimento. Valerie Valentine danste deze solo in een speciaal Jan Fabre programma in veel Europese landen. Ze acteerde in de films Vlinders in de Wind van Gerben Hellinga, en in Voor een verloren soldaat (naar het boek van Rudi van Dantzig) en A Fair Play, beide van Roeland Kerbosch. 

### Jubileum
Ter gelegenheid van haar 25-jarig jubileum bij Het Nationale Ballet werd Valerie Valentine op 20 juni 1998 benoemd tot Ridder in de Orde van de Nederlandse Leeuw wegens haar belangrijke bijdragen aan de danskunst in Nederland. Ze ontving deze onderscheiding mede vanwege haar inzet voor het Duchenne Parent Project, de non-profitorganisatie voor het onderzoek naar een therapie voor de ziekte van Duchenne, een dodelijke alleen bij jongens voorkomende erfelijke afwijking, die langzaam het spierstelsel afbreekt. Onder de naam Dansen voor Duchenne heeft Valerie Valentine in 1996 en 1997 dansgala’s georganiseerd - met dansers van Het Nationale Ballet - ten bate van het Duchenne Parent Project.

## Afscheid in 2000
Ter gelegenheid van haar afscheid als soliste bij Het Nationale Ballet op Valentijnsdag 14 februari 2000 werd in Carré het Dansgala 2000 gegeven waarvan de opbrengst geheel ten goede is gekomen aan het Duchenne Parent Project. Op dit gala traden Valerie’s favoriete kunstenaars uit heel Europa belangeloos op. 

## Eigen programma's sinds 2001
In mei 2001 bracht Valerie haar eigen programma The Four of Us uit in de Amsterdamse Theatre Club Panama, waar het vier weken werd opgevoerd. Pers en publiek waren enthousiast. Een korte tournee in Duitsland volgde in 2002, met evenveel succes. In april 2003 speelde ze zichzelf in De Kleine Ballerina, een kinderprogramma in Het Concertgebouw in Amsterdam. Dat programma heeft in januari 2004 een tournee door het land gemaakt.

## Privéleven
Valentine is gehuwd met de filmregisseur Roeland Kerbosch. Het echtpaar beheerde het kasteel Château Neureux in Lurcy-Lévis.